# Невловимий (фільм, 2005)
«Невловимий» (Ентоні Зіммер) — трилер 2005 року.

## Сюжет
Інтерпол переслідує невловимого шахрая Ентоні Зіммера, який спеціалізується на відмиванні грошей для російської мафії. Але піймати Зіммера тепер удесятеро важче — він зробив пластичну операцію і змінив зовнішність. Тепер єдина ниточка до злочинця — чарівна красуня К'яра, Зіммерова коханка..